# Pomacentrus indicus
 Pomacentrus indicus és una espècie de peix de la família dels pomacèntrids i de l'ordre dels perciformes.

## Morfologia
Els mascles poden assolir els 11 cm de longitud total.

## Distribució geogràfica
Es troba a Sri Lanka, les Maldives i les Seychelles.